# Euphorbia ferox
Euphorbia ferox ist eine Pflanzenart aus der Gattung Wolfsmilch (Euphorbia) in der Familie der Wolfsmilchgewächse (Euphorbiaceae).

## Beschreibung
Die sukkulente Euphorbia ferox bildet zweihäusige kleine Sträucher bis 15 Zentimeter Höhe aus. Durch zum Teil unterirdische Verzweigungen werden Sprosshaufen gebildet, die einen Durchmesser von bis zu 60 Zentimeter erreichen können. Die einzelnen Triebe werden bis 25 Zentimeter lang, von denen sich bis zu 15 Zentimeter unter dem Boden befinden können. Sie werden bis 4,5 Zentimeter dick und haben neun bis zwölf gerade Rippen mit tiefen Furchen in den Zwischenräumen.

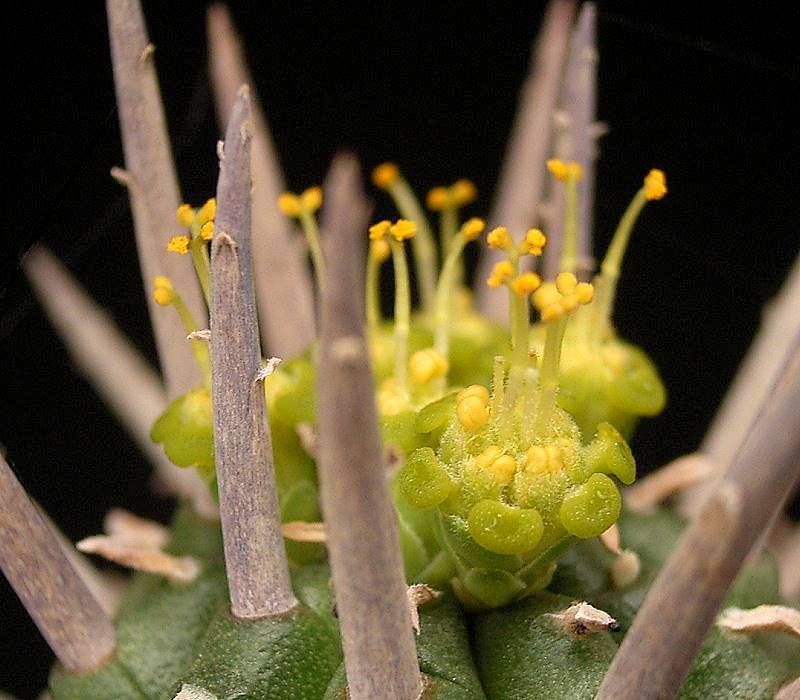
Blüten

Es werden in großer Zahl einzelne, sterile Blütenstandstiele ausgebildet. Diese sind dornartig, kräftig und steif. Sie werden 12 bis 30 Millimeter lang und stehen 3 bis 6 Millimeter auseinander. Die einzelnen Cyathien erscheinen in großer Anzahl im Bereich der Triebspitzen und erreichen einen Durchmesser von bis zu 2,5 Millimeter. Sie stehen an bis 6 Millimeter langen Stielen und an diesen sind sechs bis neun kleine Tragblätter vorhanden. Die länglichen Nektardrüsen sind grün gefärbt. Die kugelförmigen Früchte werden 6 Millimeter groß und sind nahezu sitzend.

## Verbreitung und Systematik
Euphorbia ferox ist in der südafrikanischen Provinz Ostkap verbreitet.
Die Erstbeschreibung der Art erfolgte 1913 durch Rudolf Marloth. Als Synonym zu dieser Art gilt Euphorbia captiosa N.E.Br. (1915).
Es werden folgende Unterarten unterschieden:
- Euphorbia ferox subsp. ferox
- Euphorbia ferox subsp. calitzdorpensis Bruyns